# Клінічний урок у Сальпетрієрі
«Клінічний урок у Сальпетрієрі» (фр. Une leçon clinique à la Salpêtrière) — груповий портрет, написаний художником Андре Бруйє (1857—1914), один із найвідоміших в історії медицини. На ньому зображено невролога Жан-Мартена Шарко під час клінічної демонстрації групі ординаторів. Багатьох із його учнів легко впізнати; один з них — Жорж Жиль де ла Туретт, лікар, який описав синдром Туретта.
Картина висить у коридорі університету Декарта в Парижі.

## Історія

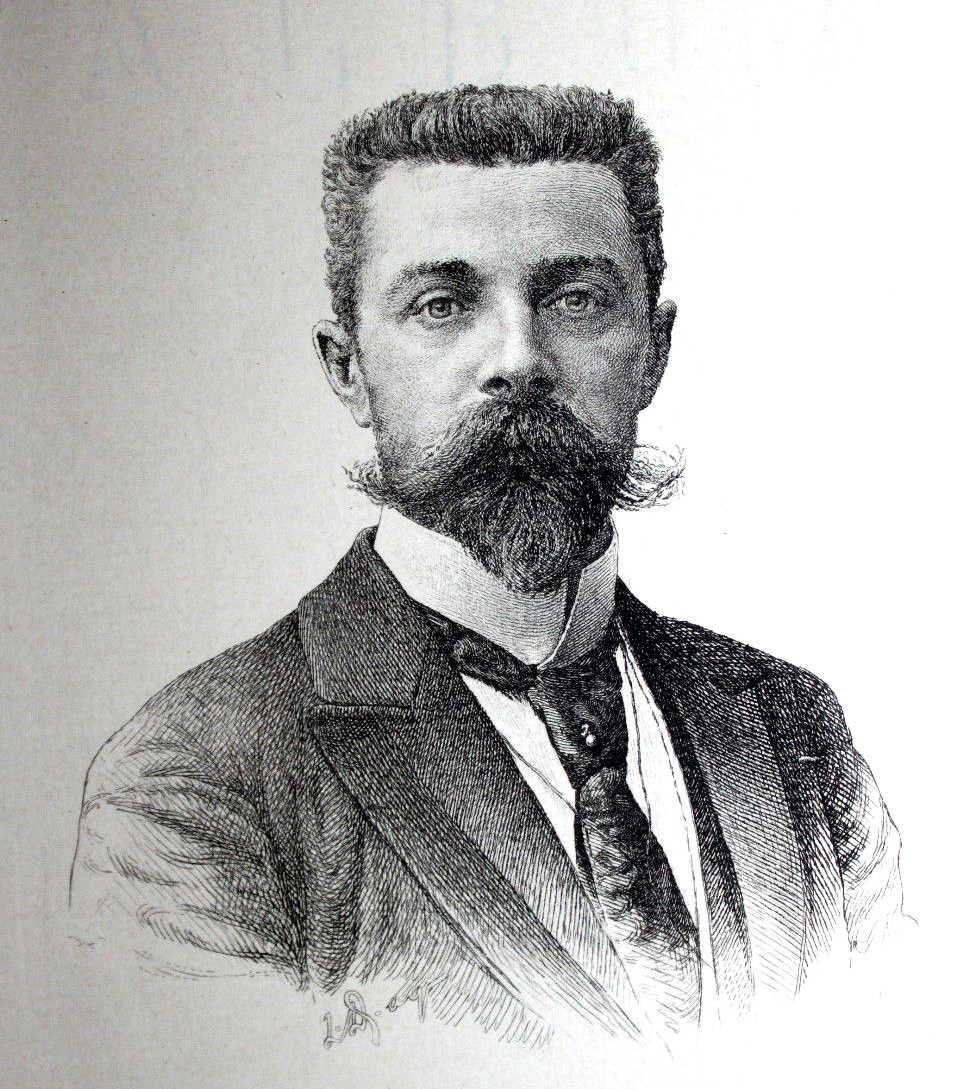
Андре Бруйє

Картина являє собою велике полотно розміром 290 х 430 см, завдяки чому фігури мають майже натуральну величину. Колірна гама — яскрава та контрастна. Художник написав картину в тридцятирічному віці, на основі ескізів, зроблених із тридцяти осіб. Картина є традиційним на той час груповим портретом кількох вчених, об'єднаних спільною справою. Виставлена вперше в Салоні мистецтва 1 травня 1887 року, вона отримала доброзичливі відгуки. Згодом картину придбала за 3000 франків французька Академія вишуканих мистецтв.
Бруйє — учень відомого академічного художника Жана-Леона Жерома, чиї картини (наприклад, «Фріна перед ареопагом» (1861)) стали настільки популярними в копіях, що створювалося враження, ніби їх «намалювали для того, щоб потім скопіювати».

## Опис

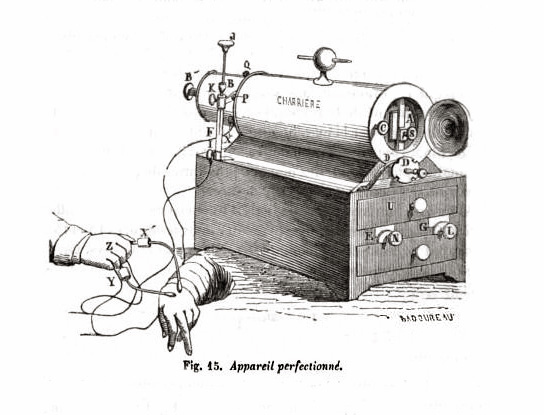
Електротерапевтичний пристрій, винахід вчителя Шарко Гійома Дюшена (1806—1875)

На картині зображено сцену сучасної художнику наукової демонстрації, заснованої на реальному житті: видатний французький невролог Жан-Мартен Шарко (1825—1893) читає клінічну лекцію в лікарні Сальпетрієр у Парижі. Зображена на картині аудиторія в Сальпетрієрі, в якій проводилися лекції та клінічні демонстрації, більше не існує.
На задній стіні лекційного залу міститься велика картина анатома і художника-медика Поля Ріше, на якій відтворено істеричну позу, зафіксовану на одній із численних фотографій, з тих, що робилися в Сальпетрієрі. Картина ця, що називається «Periode de contortions» («Судомний період»), зображує «жінку в конвульсивному і дугоподібному положенні», яке називалося опістотонус або «класична поза істерики».
Ф. Морлок (2007, с. 133) помічає разючий і драматичний збіг у тому, що «1878 року Ріше відтворив позу в [своєму] малюнку за фотографією… [і] тепер, 1887 року… істерика відтворює в житті позу з малюнка».
Праворуч від Шарко на столі лежать «молоточок для перевірки рефлексів і те, що можна розпізнати як електротерапевтичний пристрій Дюшена».

## Персонажі картини
За винятком чотирьох чоловік ліворуч від Шарко, персонажі розташовані двома концентричними дугами: внутрішнє коло, в якому зображено «шістнадцять із його нинішніх і колишніх помічників лікаря [стоять] за старшинством у зворотному порядку», і зовнішнє коло, що зображує «старше покоління [лікарів-колег] … разом із філософами, письменниками та друзями Шарко».
Синьйоре (1983, с. 689) і Гарріс (2005, p. 471) ідентифікували кожного з людей, зображених на картині Бруйє; Синьйоре наводить для кожного біографічні подробиці.

### Група навколо Шарко
Навколо Шарко перебувають п'ять осіб (справа наліво): мадемуазель Екарі, медсестра в Сальпетрієрі; Маргарита Боттар, директорка сестринського відділення в Сальпетрієрі; Жозеф Бабінскі (1857—1933), керівник дому Шарко; Марі «Бланш» Віттман, пацієнтка Шарко; і сам Жан-Мартен Шарко.

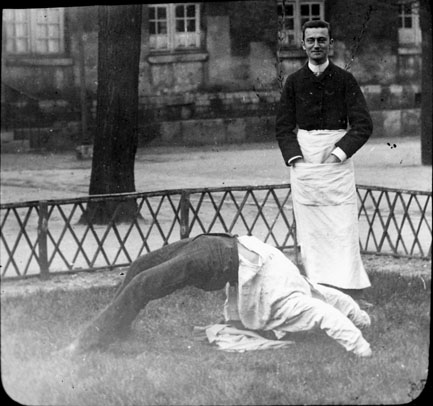
Альберт Лонде фотографує пацієнта Сальпетрієру в тій самій позі, що й на малюнку Ріше

### Внутрішня група біля вікна
Біля вікна сидять шестеро (справа наліво): Поль Ріше (1849—1933), художник-медик, анатом і лікар (який написав картину на задній стіні); Шарль Самсон Фере (1852—1907), психіатр, помічник Шарко та його секретар; невролог П'єр Марі (1853—1940); невролог та патолог Едуард Бріссо (1852—1909); лікар-невролог, учень Шарко Пол-Адрієн Бербез (1859—?) та Жильбер Балле (1853—1917), якому судилося стати одним з останніх головлікарів при Шарко.

### Зовнішня група біля вікна
Шестеро, що стоять біля вікна (справа наліво): патологоанатом, невролог та психіатр Аліс Жоффруа (1844—1908); Жан-Батист Шарко (1867—1936), син Шарко, на той час студент-медик, а потім полярний дослідник; професор анатомії та гістології Матіас-Марі Дюваль (1844—1907); Жорж Моріс Дебов (1845—1920), який пізніше став деканом медичної школи; колекціонер, критик та письменник Філіпп Бюрті та патолог, гістолог і політик Віктор Андре Корніль (1837—1908).

### Інші глядачі

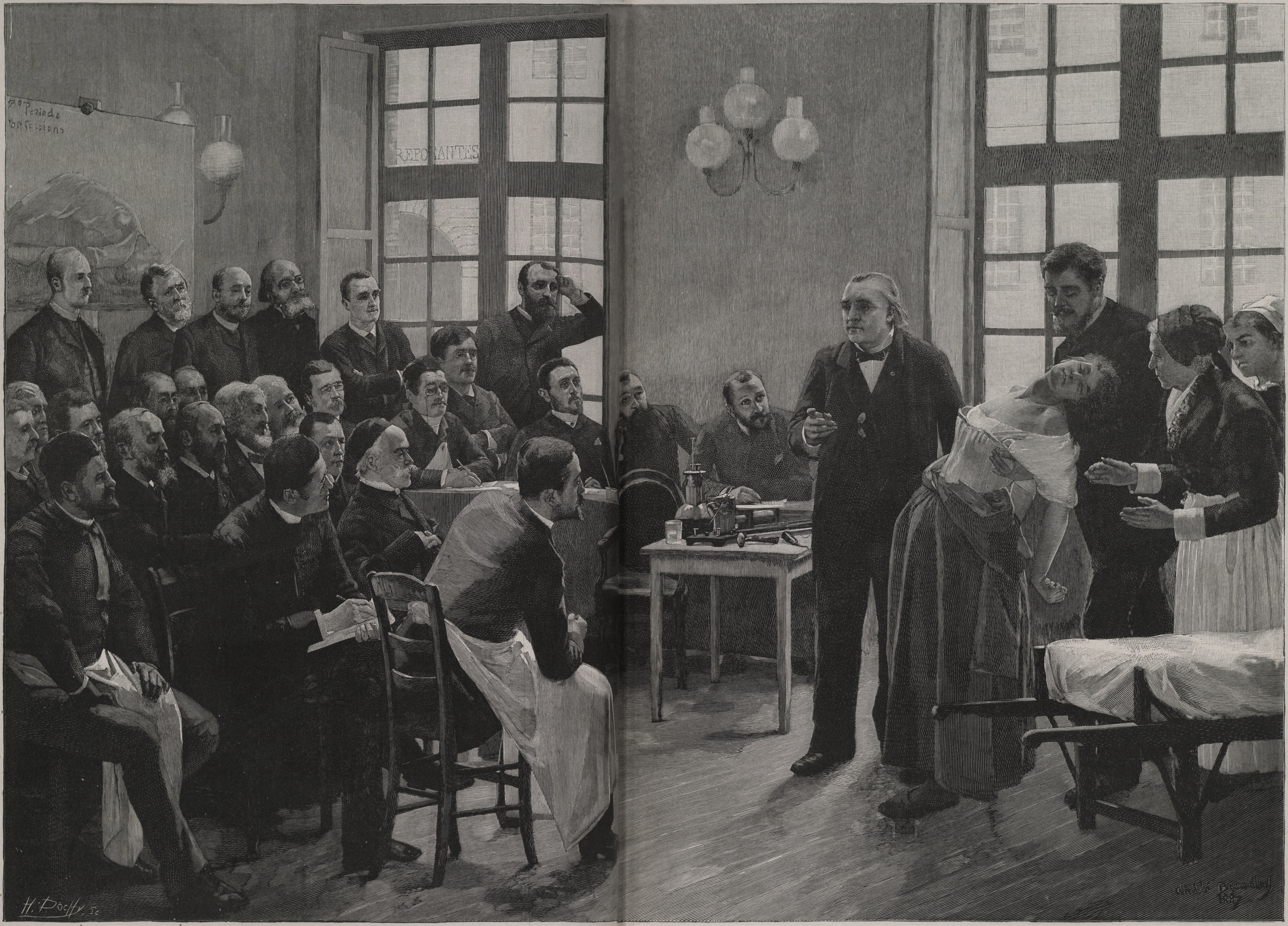
Репродукція картини Бруйє у вигляді гравюри на дереві. Робота Анрі Доші (1851—1915)

Інші тринадцять осіб сидять або паралельно до задньої стіни, або на боці лекційного залу, навпроти вікон. Це (зліва направо): психолог Теодюль Арман Рібо (1839—1916); психоневролог Жорж Гіно (1859—1932); Альберт Лонд (1858—1917), медичний фотограф і хронофотограф (у фартуху); Леон Гружон Ле Бас (1834—1907), головний адміністратор лікарні в Сальпетрієрі; Альбер Гомбо (1844—1904), невролог та анатом; Поль Арен (1843—1896), письменник; Жуль Клареті (1840—1913), журналіст і літературний діяч; Альфред Джозеф Наке (1834—1916), лікар, хімік та політик; Дезіре-Маглуар Борнвіль (1840—1909), невролог та політик; Генрі Бербез (із ручкою та блокнотом), молодший брат Поля-Адрієна Бербеза (який сидить навпроти за столом); Анрі Паріно (1844—1905), офтальмолог та невролог; Ромен Вігуру (1831—1911), лідер електродіагностики, першовідкривач електричної активності шкіри (в тюбетейці); невролог і лікар Жорж Жиль де ла Турет (1857—1904) (у фартуху).

## Поточне місцезнаходження картини
Картина нещодавно повернулася до Парижа, «провівши більшу частину свого життя в невідомості в Ніцці та Ліоні».
Нині вона висить без рами в коридорі Університету Декарта в Парижі, неподалік входу до Музею історії медицини, в якому міститься одна з найстаріших у Європі колекцій хірургічного, діагностичного та фізіологічного інструментарію.

## Репродукції
У ХІХ столітті створено багато різних версій оригінальної картини.
За оцінкою Морлока (2007, с. 135), між першою появою картини 1887 року та її зникненням із публічного огляду 1891 року створено щонайменше п'ятнадцять унікально різних репродукцій, виконаних за допомогою таких методів, як гравірування, офорт, літографія, фотогравюра та інші фотомеханічні процеси.

### Літографія Фрейда
У Зигмунда Фрейда була маленька (38,5 х 54 см) обрамлена літографічна копія картини, зроблена Еженом Піродоном (1824—1908), яка висіла на стіні його віденських кабінетів від 1886 до 1938 року. Після приїзду Фрейда до Англії картину було негайно повішено в його лондонському кабінеті.